# Žan Zaletel
Žan Zaletel (16 settembre 1999) è un calciatore sloveno, difensore del Viborg.

## Caratteristiche tecniche
È un difensore centrale.

## Carriera

### Club
Cresciuto nel settore giovanile del Bravo, debutta in prima squadra il 29 ottobre 2017 in occasione dell'incontro di 2. SNL vinto 4-0 contro il Fužinar; nel giugno del 2018 viene acquistato dal Celje.

### Nazionale
Nel 2021 viene convocato dalla nazionale Under-21 per il campionato europeo di categoria; il 24 marzo scende in campo nel match della fase a gironi contro la Spagna.
Il 20 gennaio 2024 fa il suo esordio in nazionale maggiore, nella gara amichevole vinta 0-1 contro gli USA.

## Statistiche
Statistiche aggiornate al 24 marzo 2021.

### Presenze e reti nei club
| Stagione        | Squadra         | Campionato      | Campionato | Campionato | Coppe nazionali | Coppe nazionali | Coppe nazionali | Coppe continentali | Coppe continentali | Coppe continentali | Altre coppe | Altre coppe | Altre coppe | Totale | Totale | Totale |
| Stagione        | Squadra         | Comp            | Pres       | Reti       | Comp            | Pres            | Reti            | Comp               | Pres               | Reti               | Comp        | Pres        | Reti        | Pres   | Reti   |        |
| --------------- | --------------- | --------------- | ---------- | ---------- | --------------- | --------------- | --------------- | ------------------ | ------------------ | ------------------ | ----------- | ----------- | ----------- | ------ | ------ | ------ |
| 2017-2018       | Bravo           | 2.SNL           | 1          | 1          | CS              | 0               | 0               |                    | -                  | -                  |             | -           | -           | 1      | 0      |        |
| 2018-2019       | Celje           | 1.SNL           | 27         | 1          | CS              | 0               | 0               |                    | -                  | -                  |             | -           | -           | 27     | 1      |        |
| 2019-2020       | Celje           | 1.SNL           | 34         | 0          | CS              | 2               | 0               |                    | -                  | -                  |             | -           | -           | 36     | 0      |        |
| 2020-2021       | Celje           | 1.SNL           | 35         | 2          | CS              | 4               | 0               | UCL+UEL            | 2+1                | 0                  |             | -           | -           | 42     | 2      |        |
| 2021-2022       | Celje           | 1.SNL           | 29         | 3          | CS              | 2               | 0               |                    | -                  | -                  |             | -           | -           | 31     | 3      |        |
| Totale Celje    | Totale Celje    | Totale Celje    | 125        | 6          |                 | 8               | 0               |                    | 3                  | 0                  |             | -           | -           | 136    | 6      |        |
| 2022-2023       | Viborg          | 1.SNL           | 26         | 0          | CD              | 5               | 0               | UECL               | 5                  | 0                  |             | -           | -           | 36     | 0      |        |
| Totale carriera | Totale carriera | Totale carriera | 152        | 7          |                 | 13              | 0               |                    | 8                  | 0                  |             | -           | -           | 173    | 7      |        |

### Cronologia presenze e reti in nazionale
| Cronologia completa delle presenze e delle reti in nazionale ― Stati Uniti | Cronologia completa delle presenze e delle reti in nazionale ― Stati Uniti | Cronologia completa delle presenze e delle reti in nazionale ― Stati Uniti | Cronologia completa delle presenze e delle reti in nazionale ― Stati Uniti | Cronologia completa delle presenze e delle reti in nazionale ― Stati Uniti | Cronologia completa delle presenze e delle reti in nazionale ― Stati Uniti | Cronologia completa delle presenze e delle reti in nazionale ― Stati Uniti | Cronologia completa delle presenze e delle reti in nazionale ― Stati Uniti |
| Data                                                                       | Città                                                                      | In casa                                                                    | Risultato                                                                  | Ospiti                                                                     | Competizione                                                               | Reti                                                                       | Note                                                                       |
| -------------------------------------------------------------------------- | -------------------------------------------------------------------------- | -------------------------------------------------------------------------- | -------------------------------------------------------------------------- | -------------------------------------------------------------------------- | -------------------------------------------------------------------------- | -------------------------------------------------------------------------- | -------------------------------------------------------------------------- |
| 20-1-2024                                                                  | San Antonio                                                                | Stati Uniti                                                                | 0 – 1                                                                      | Slovenia                                                                   | Amichevole                                                                 | -                                                                          |                                                                            |
| 4-6-2024                                                                   | Lubiana                                                                    | Slovenia                                                                   | 2 – 1                                                                      | Armenia                                                                    | Amichevole                                                                 | -                                                                          | 79’                                                                        |
| Totale                                                                     |                                                                            | Presenze                                                                   | 2                                                                          |                                                                            | Reti                                                                       | 0                                                                          |                                                                            |

## Palmarès

### Club

#### Competizioni nazionali
- Campionato sloveno: 1

Celje : 2019-2020